# آگوست لنز
آگوست لنز (انگلیسی: August Lenz; ۲۹ نوامبر ۱۹۱۰ – ۵ دسامبر ۱۹۸۸) بازیکن فوتبال اهل آلمان بود.
از باشگاه‌هایی که در آن بازی کرده‌است می‌توان به باشگاه فوتبال بروسیا دورتموند اشاره کرد.
وی همچنین در تیم ملی فوتبال آلمان بازی کرده‌است.